# أوليفر كاتس
أوليفر كاتس (بالإنجليزية: Oliver Cutts)‏ هو لاعب كرة قاعدة أمريكي، ولد في 6 أغسطس 1873 في North Anson, Maine ‏ في الولايات المتحدة، وتوفي في 4 أغسطس 1939 في بوسطن في الولايات المتحدة.